# 12 جمادى الآخرة
- السبت
- الأحد
- الاثنين
- الثلاثاء
- الأربعاء
- الخميس
- الجمعة

- 122 نوفمبر 2025
- 223 نوفمبر 2025
- 324 نوفمبر 2025
- 425 نوفمبر 2025
- 526 نوفمبر 2025
- 627 نوفمبر 2025
- 728 نوفمبر 2025
- 829 نوفمبر 2025
- 930 نوفمبر 2025
- 101 ديسمبر 2025
- 112 ديسمبر 2025
- 123 ديسمبر 2025
- 134 ديسمبر 2025
- 145 ديسمبر 2025
- 156 ديسمبر 2025
- 167 ديسمبر 2025
- 178 ديسمبر 2025
- 189 ديسمبر 2025
- 1910 ديسمبر 2025
- 2011 ديسمبر 2025
- 2112 ديسمبر 2025
- 2213 ديسمبر 2025
- 2314 ديسمبر 2025
- 2415 ديسمبر 2025
- 2516 ديسمبر 2025
- 2617 ديسمبر 2025
- 2718 ديسمبر 2025
- 2819 ديسمبر 2025
- 2920 ديسمبر 2025
- 121 ديسمبر 2025
- 222 ديسمبر 2025
- 323 ديسمبر 2025
- 424 ديسمبر 2025
- 525 ديسمبر 2025
- 626 ديسمبر 2025

12 جُمادى الآخرة أو 12 جُمادی‌ الثانية أو يوم 12 \ 6 (اليوم الثاني عشر من الشهر السادس) هو اليوم الستون بعد المائة (160) من أيَّام السنة (أو الحادي والستون بعد المائة لو كان شهر ربيع الآخر مُتممًا لليوم الثلاثين أو الثاني والستون بعد المائة لو أتم كلًا من صفر وربيع الآخر ثلاثين يومًا) وفق التقويم الهجري القمري (العربي). يبقى بعده 194 أو 195 يومًا لانتهاء السنة.

## أحداث
- 1270هـ - الدولة العثمانية وبريطانيا وفرنسا تعقد «معاهدة إستانبول» التي نصت على ألاّ تعقد أي دولة منها أي صلح منفرد مع روسيا، وتكوين الدول الثلاث لجيش واحد في حربها ضد روسيا.
- 1283هـ - صدور لائحة مجلس شورى النواب في عهد الخديوي إسماعيل، وكان رئيس المجلس ووكيله هما اللذان يعينهما الخديوي دون أن يكون للمجلس رأي في هذا، وكان عدد أعضاء المجلس لا يزيد على خمسة وسبعين عضوًا. وجدير بالذكر أن هذا المجلس كان من بدايات الأخذ بالنظام النيابي في مصر والعالم الإسلامي.
- 1355هـ - مجموعة من الأدباء والشعراء الشبان يصدرون جريدة السرور الفكاهية في تونس، ومنهم الشاعر بيرم التونسي. وكانت الجريدة تنشر صور أساسية كاريكاتيرية انزعج منها الاستعمار الفرنسي.
- 1409هـ - جورج بوش الأب يصبح رئيسًا للولايات المتحدة الأمريكية، وهو الرئيس الحادي والأربعون لها؛ قضى في الرئاسة فترة واحدة، قاد قوات التحالف ضد العراق التي احتلت الكويت، وأجبرها على الخروج بعد حرب مدمرة، وفرض عليها حصارًا اقتصاديًّا وعسكريًّا.
- 1410هـ - تدشين انبوب النفط العراقي الذي يصل إلى ينبع السعودية على البحر الأحمر.
- 1423هـ - عراقيين مناهضين لحكم صدام حسين يحتلون السفارة العراقية في برلين لعدة ساعات.
- 1432هـ -
  - مواجهات بين الجيش الإسرائيلي ومتظاهرين في هضبة الجولان وقطاع غزة وعلى الحدود مع لبنان في ذكرى يوم النكبة تؤدي إلى إطلاق نار من الجانب الإسرائيلي وتسقط العشرات بين قتلى وجرحى.
  - انتخاب وزير الخارجية المصري نبيل العربي أمينًا عامًا جديدًا لجامعة الدول العربية خلفًا لعمرو موسى وذلك بعد قيام مصر بتبديل مرشحها السابق للمنصب مصطفى الفقي وسحب قطر لمرحشها عبد الرحمن بن حمد العطية.
- 1438هـ - تونس تعلن عن عثورها على لمخطوطة نادرة من التوراة تعود للقرن الخامس عشر.

## مواليد
- 998هـ - أحمد الأول، الخليفة الرابع عشر من خلفاء الدولة العثمانية.
- 1278هـ - جرجي زيدان، أديب ومؤرخ لبناني.
- 1289هـ - عبد الكريم الجزائري، فقيه مسلم وشاعر عراقي.
- 1339هـ - سيف الله مختار، ممثل مصري.
- 1352هـ - محمد عبد القادر السائحي، شاعر وكاتب قصصي جزائري.
- 1373هـ - ميان كل أكبر زيب، دبلوماسي باكستاني.
- 1379هـ - علا رامي، ممثلة مصرية.
- 1403هـ - عبيد منور، لاعب كرة قدم كويتي.

## وفيات
- 213هـ - إدريس الأزهر بن إدريس بن عبد الله، ثاني حكام دولة الأدارسة.
- 559هـ - محمد بن الحسين الزاغولي، فقيه ومحدث ومفسر ولغوي خراساني.
- 1425هـ - عبد الرحمن بن سعود آل سعود، إداري رياضي سعودي وأحد أبناء الملك سعود بن عبد العزيز آل سعود.
- 1435هـ - عبد الرحمٰن آل رشي، مُمثل سوري.

## وصلات خارجية
- موقع قصة الإسلام: حدث في شهر جُمادى الآخرة.